# Bruce R. McConkie

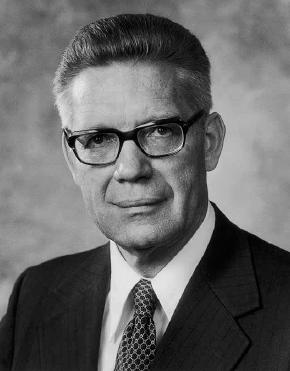
Bruce R. McConkie

Bruce Redd McConkie (* 29. Juli 1915 in Ann Arbor; † 19. April 1985 in Salt Lake City, Utah) war ein Mitglied im Kollegium der Zwölf Apostel der Kirche Jesu Christi der Heiligen der Letzten Tage von 1972 bis zu seinem Tod. Davor war McConkie ab 1946 ein Mitglied im Ersten Kollegium der Siebziger, bis er zum Apostel berufen wurde. McConkie veröffentlichte viele Bücher zum Mormonentum und schrieb unter anderem die Kapitelüberschriften für den Schriftenkanon der Ausgabe von 1979–81.
McConkie hatte einen Bachelor of Arts und einen Juris Doctor von der University of Utah. Er heiratete Amelia Smith (1916–2005), eine Tochter von Joseph Fielding Smith, im Jahr 1937.

## Frühe Jahre
McConkie wurde in Ann Arbor geboren. Seine Eltern waren Oscar W. McConkie und Margaret Vivian Redd. Bevor er ein Jahr alt wurde, zogen seine Eltern nach Monticello in Utah. 1925 zog seine Familie zurück nach Ann Arbor und im Jahr 1926 nach Salt Lake City. McConkie besuchte die Bryant-Junior-High School und später die kirchliche LDS High School. Er schloss die Schule mit 15 Jahren ab und studierte danach drei Jahre auf der University of Utah. Dann ging er auf Mission für die Kirche.
McConkie folgte den Predigten seines Vaters und dessen religiösen Ansichten. Jedoch hatte er andere politische Ansichten als sein Vater. Sein Vater war ein Demokrat und saß als solcher unter anderem im Senat von Utah, er war ein Republikaner.

## Mission in den östlichen USA
Am 6. September 1934 erhielt McConkie die Berufung, in den östlichen USA als Missionar zu dienen. Die erste Station seiner Mission war Pittsburgh. Danach diente er im Cumorah-Distrikt in der Nähe von Palmyra. Diese missionarischen Tätigkeiten wurden verbunden mit dem Aufstellen einer Statue des Engels Moroni auf dem Hügel Cumorah.
1936 nahm McConkie an den ersten Hügel-Cumorah-Festspielen teil. Seine Mission wurde auf Wunsch des Missionspräsidenten um sechs Wochen verlängert, nachdem die regulären zwei Jahre Dienstzeit vorbei waren.

## Ausbildung, Ehe und Familie

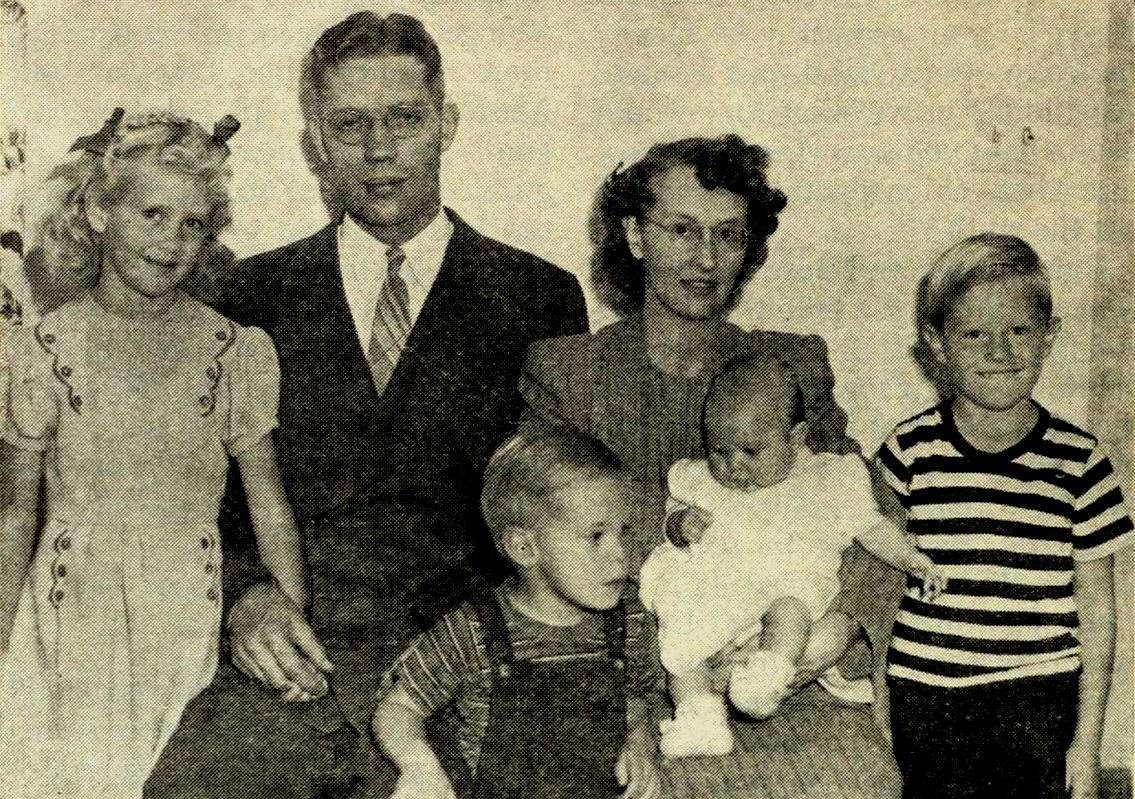
McConkie mit seiner Frau Amelia und seinen Kindern. Ungefähr im Jahr 1946.

McConkie traf Amelia Smith vor seiner Mission, während er auf der University of Utah studierte. Er und Amelia schlossen dort ihr Studium ab: er mit einem Bachelor of Arts und sie mit einem Abschluss in Bakteriologie und Pathologie. Sie heirateten im Salt-Lake-Tempel am 13. Oktober 1937. Sie wurden von Joseph Fielding Smith getraut. Zusammen hatten sie neun Kinder: Bruce (1938), Vivian (1940), Joseph (1941–2013), Stanford (1944), Mary (1946), Mark (1948), Rebecca (1950), Stephen (1951), und Sara (1957). Bruce lebte weniger als zwei Monate.
McConkie schloss sein Studium mit einem Bachelor of Laws im Jahr 1939 ab. Er war der drittbeste von 75; deshalb wurde sein Abschluss im Jahr 1967 in einen Juris Doctor umgewandelt. McConkie arbeitete nach seinem Studium als Anwalt in Salt Lake City.

## Militärdienst
Während er studierte, meldete er sich an für die US Army. Er war ein Mitglied des Reserve Officer Training Corps. Nach dem Ausbruch des Zweiten Weltkrieges wurde er am 5. März 1942 eingezogen. Er hatte den Rang eines Lieutenant colonel, als er am 26. Februar 1946 aus dem Militärdienst entlassen wurde.

## Berufung zum Siebziger

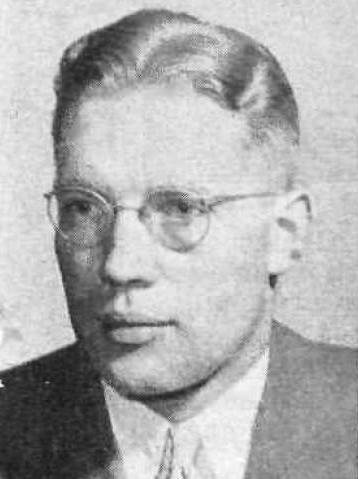
McConkie, während er ein Siebziger war.

McConkie arbeitete einige Zeit als Reporter für die Kirchennachrichten. Als er über die Generalkonferenz berichtete, wurde er am 6. Oktober 1946 von David O. McKay befragt. Dieser wollte wissen, ob er einen frei gewordenen Platz im Ersten Kollegium der Siebziger nehmen wolle. Sein Name wurde den Mitgliedern auf der Generalkonferenz präsentiert und diese stimmten zu, dass er einen Platz im Kollegium bekommen sollte. Am 10. Oktober wurde er von George Albert Smith ordiniert, ein Mitglied in diesem Kollegium zu sein. McConkie diente die nächsten 26 Jahre als Siebziger.

## Mormon Doctrine (Buch)

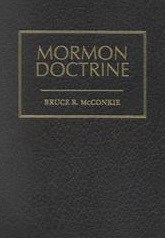
Titelseite der zweiten Ausgabe aus dem Jahr 1966 von „Mormon Doctrine“.

Im Jahre 1958 veröffentlichte McConkie das Buch mit dem Titel Mormon Doctrine: A Compendium of the Gospel. Er beschrieb das Buch als „den ersten größeren Versuch, die wichtigsten Lehren und Dogmen des Mormonentums verkürzt darzustellen und zu erklären“ und „die erste ausführliche Zusammenfassung des ganzen Evangeliums – den ersten Versuch einen enzyklopädischen Kommentar zu veröffentlichen, der die gesamte offenbarte Religion abdeckt“. Das Buch beinhaltet eine Erklärung von ihm, dass nur er für die Interpretation der Lehren und der heiligen Schriften verantwortlich sei.
Beim Schreiben des Buches vertraute McConkie sehr auf den Schriftenkanon und die Autoritäten der Kirche. Die Kirchenführer waren überrascht, dass er ein solches Buch schrieb, da er sie nicht um Erlaubnis gefragt und er nicht den Auftrag bekommen hatte, ein solches Buch zu schreiben. Sie waren froh, dass sich McConkie die Mühe machte, aber unzufrieden mit dem unversöhnlichen Text des Buches. Der Apostel Mark E. Petersen nannte das Buch „voll von Fehlern und falschen Zitaten“ und bedauerte, dass „es eine solch große Verbreitung erfahren hat“.
Der Präsident der Kirche, David O. McKay, fragte McConkie, ob er das Buch lieber kein zweites Mal drucken solle. Jedoch wurde es nochmal gedruckt, aber diesmal mit der Hilfe von Spencer W. Kimball, der den Text versöhnlicher gestaltete. Die zweite Ausgabe aus dem Jahr 1966 beinhaltete viele solche Veränderungen, wie die versöhnlicher geschriebenen Texte.
Während der Schriftenführer der mormonischen Bibel sehr viel aus dem Schriftenführer übernimmt, den Cambridge University Press veröffentlichte, wurden Veränderungen in der Ausgabe von 1979 gemacht, die inspiriert waren von dem Buch Mormon Doctrine.
Das Buch Mormon Doctrine wurde bis ins Jahr 2010 gedruckt. Der zur Kirche gehörende Verlag Deseret, gab an, das Buch werde wegen mangelnder Verkaufszahlen nicht mehr veröffentlicht.

## Missionspräsident in Australien
Am 6. Februar 1961 wurde McConkie berufen, ein Missionspräsident in Australien zu sein. Seine Mission umfasste den ganzen westlichen und südlichen Teil von Australien. Seine Tochter Vivian war verheiratet und sein Sohn Joseph war auf Mission in Schottland. Deshalb gingen sechs ihrer Kinder mit ihnen nach Australien.
Im Oktober 1962 berichtete McConkie von einer „Höchstzahl von Konvertiten und dem Willen der Mitglieder, neue Gemeindehäuser zu bauen“. McConkie lehrte den Missionaren, auf den heiligen Geist zu hören und genügsam zu sein.
McConkie kehrte zurück nach Utah im Jahre 1964 und diente wieder als Präsident der Siebziger.

## Berufung zum Apostel

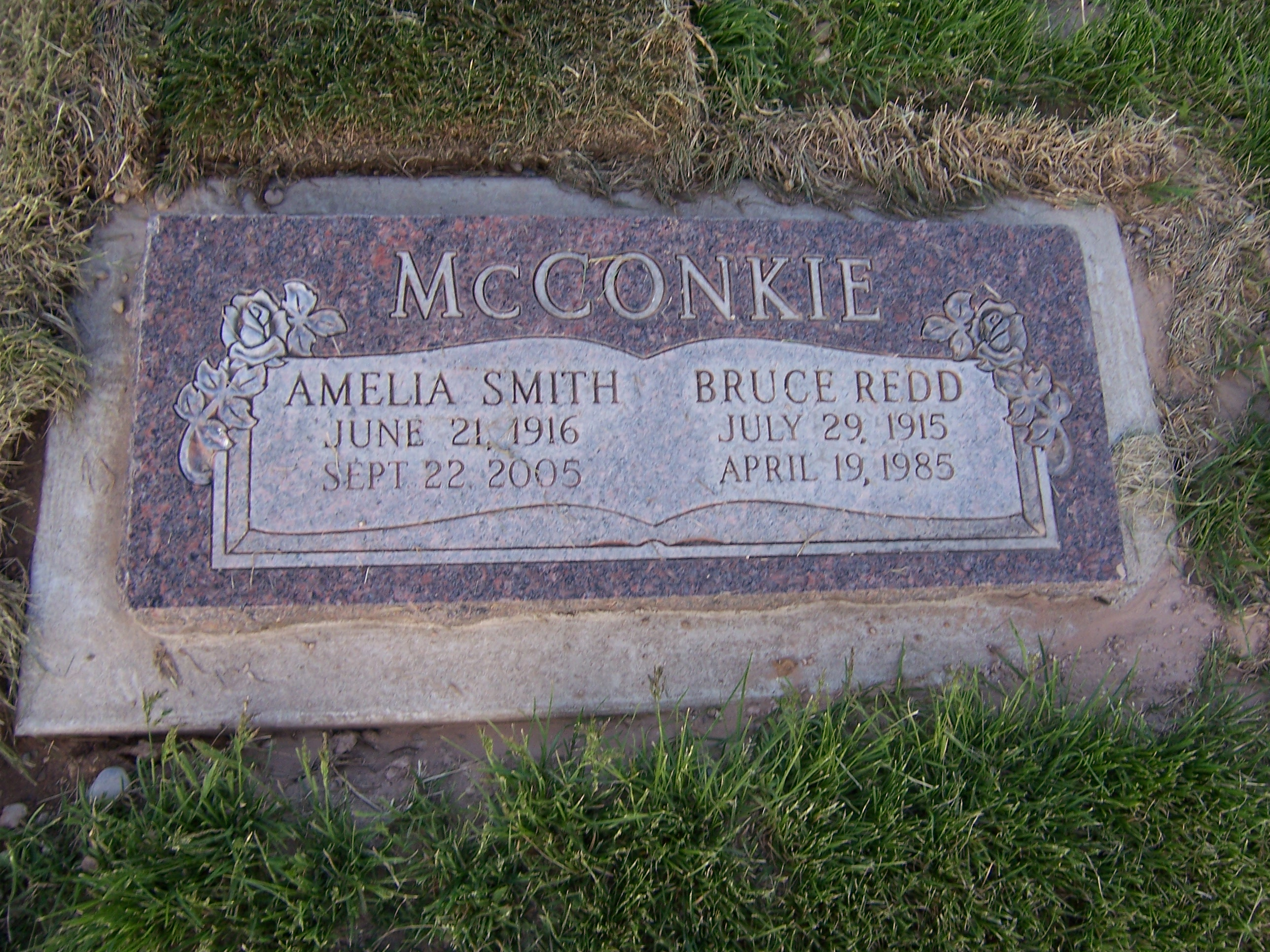
Grabstein von Bruce R. McConkie.

McConkie wurde vom Präsidenten der Kirche, Harold B. Lee, im Oktober 1972 zum Apostel ordiniert. Er blieb Apostel, bis er im Alter von 69 Jahren an Krebs starb.
McConkie schrieb die Hymne 134 des Gesangbuches der Kirche. Der Titel des Liedes ist „I Believe in Christ“. Der Text wurde von McConkie zuerst auf der Generalkonferenz vorgelesen mit dem Titel „The Testimony of Jesus“.
Seine letzte Rede auf einer Generalkonferenz war „The Purifying Power of Gethsemane“ im April 1985. Er starb weniger als zwei Wochen danach und wurde auf dem Salt Lake City Cemetery beerdigt.

## Kritik
Die Werke von McConkie sind bekannt für ihren autoritären Charakter. McConkie sagte einst zu einem mormonischen Gelehrten: „Mein Gebiet ist es die Kirche über die Lehre zu unterrichten und dein Gebiet ist es, dies anzunehmen oder zu schweigen“. In seinen Bestsellern Doctrinal New Testament Commentaries und Messiah-Serie sind die meistgenannten Quellen andere Veröffentlichungen von ihm.
Eine seiner kontroversesten Positionen ist jedoch seine Verteidigung des Verbots für Schwarze, Priester zu werden. McConkie schrieb in seinem Buch Mormon Doctrine, dass die Schwarzen nicht Priester werden dürften, weil sie im vorirdischen Leben weniger rechtschaffen als Weiße gewesen seien. Außerdem war McConkie gegen Mischehen.
McConkie war anwesend im Salt-Lake-Tempel, als die Offenbarung zum Priestertum von 1978 empfangen wurde. Danach rief er alle Mitglieder auf, seine Zitate über Schwarze zu vergessen.
McConkie schrieb außerdem auch noch, dass die Juden diskriminiert würden, weil sie Jesus abgelehnt haben.

## Veröffentlichungen
- Doctrines of Salvation, von Joseph Fielding Smith, gesammelt von Bruce R McConkie: Volume 1, 1954; Volume 2, 1955; Volume 3, 1956.
- Mormon Doctrine, A Compendium of the Gospel, 1958.
- Mormon Doctrine, Second Edition, 1966.
- Doctrinal New Testament Commentary: Volume 1, The Gospels, 1965. Volume 2, Acts–Philippians, 1970. Volume 3, Colossians–Revelation, 1972.
- The Messiah Series, sechs Bücher mit den folgenden drei Messiah-Titeln
  - The Promised Messiah, 1978.
  - The Mortal Messiah, vier Bände, 1979–81.
  - The Millennial Messiah, 1982.
- A New Witness for the Articles of Faith, 1985